# Vaccinium miquelii
Vaccinium miquelii är en ljungväxtart som beskrevs av Jacob Gijsbert Boerlage. Vaccinium miquelii ingår i Blåbärssläktet, och familjen ljungväxter. Utöver nominatformen finns också underarten V. m. atjehense.